# 木里乌头
木里乌头（学名：Aconitum phyllostegium）为毛茛科乌头属下的一个种。

## 扩展阅读
- 維基物種上的相關：木里乌头